# Stephanie Kwolek
Stephanie Louise Kwolek, née le 31 juillet 1923 à New Kensington en Pennsylvanie et morte le 18 juin 2014 à Wilmington dans le Delaware, est une chimiste américaine.
Elle a notamment inventé la fibre poly-paraphénylène téréphtalamide (PPD-T), mieux connue sous le nom commercial de Kevlar.
Stephanie Kwolek a remporté de nombreux prix pour son travail en chimie des polymères.

## Biographie

### Enfance et éducation
Stephanie Louise Kwolek, fille d'immigrants polonais, naît à une trentaine de kilomètres de Pittsburgh, à New Kensington en Pennsylvanie. Ses parents, John Kwolek et Nellie Zajdel Kwolek, étaient originaires du village de Kombornia en Basses-Carpates,. Son père, qui meurt lorsqu'elle a dix ans, était un naturaliste par vocation. Stephanie passe des heures avec lui, enfant, à explorer le monde de la Nature. Elle attribue son intérêt pour les sciences à son père, et son intérêt pour la mode à sa mère, Nellie Zajdel Kwolek,.
En 1946, elle est diplômée en chimie au Margaret Morrison Carnegie College,. Elle a alors l'intention de devenir médecin, et espérait gagner assez d'argent avec un travail temporaire dans le domaine de la chimie afin de payer ses études médicales.

### Carrière chez DuPont
En 1946, Stephanie Louise Kwolek prend rendez-vous pour un entretien à la firme DuPont. L'entreprise, qui huit ans auparavant avait breveté le nylon, cherche à embaucher des chimistes. Elle est reçue par le docteur Hale Charch, qui deviendra un de ses mentors. Ce dernier, sur l'insistance de Kwolek, lui offre immédiatement un poste à l'antenne de recherche de Buffalo dans l'État de New York, rejoignant l'équipe du « Pioneering Research Laboratory ».
Bien qu'elle ait initialement l'intention de ne travailler pour DuPont que temporairement, elle trouve le travail assez intéressant pour rester et renonce finalement à tenter une carrière médicale. En 1950, elle déménage à Wilmington dans le Delaware, pour continuer à travailler pour DuPont.
En 1959, elle remporte un prix de publication de l'American Chemical Society (ACS).

#### Découverte du Kevlar
Au cours de son travail pour DuPont, Stephanie Kwolek invente la fibre connue ensuite sous le nom de Kevlar.
En 1964, anticipant une pénurie d'essence, DuPont décide de mettre au point une fibre légère, mais solide pour être utilisée pour créer des pneumatiques plus légers et plus rigides, permettraient aux automobilistes de consommer moins de carburant. Les autres chercheurs ne semblant pas intéressés par ce projet, on propose à Kwolek de le prendre en charge.
Les polymères avec lesquels elle travaillait à l'époque, le poly-p-phénylène-téréphtalate et le polybenzamide formaient des cristaux liquides en solution, qui devaient alors être filés en fusion à plus de 200 °C, ce qui produisait des fibres moins solides et moins rigides. La singularité de son nouveau procédé de polymérisation par condensation était de réduire ces températures entre 0 et 40 °C. La solution obtenue était « translucide, opalescente lorsqu'on l'agitait, et de faible viscosité » mais était habituellement jetée. Néanmoins, Kwolek persuada le technicien Charles Smullen qui opérait la fileuse de tester sa solution. Kwolek fut impressionnée de découvrir que la nouvelle fibre ne cassait pas, là où le nylon aurait cédé. Non seulement plus solide que le nylon, le Kevlar était, à masse égale, cinq fois plus solide que l'acier.
Son superviseur et son directeur de laboratoire comprirent tous les deux la signification de sa découverte, et un nouveau domaine de la recherche en chimie des polymères fut rapidement établi. En 1971, le Kevlar moderne est introduit sur le marché. Cependant, Kwolek ne sera pas très impliquée dans le développement des applications ultérieures du Kevlar. Elle n'a pas non plus profité des produits vendus par DuPont avec son invention, puisqu'elle a signé le brevet Kevlar pour l'entreprise.

### Promouvoir la place des femmes dans les sciences
Stéphanie Kwolek a souvent témoigné des défis auxquels elle faisait face dans la recherche scientifique, dans un domaine dominé par les hommes. Elle s'est mobilisée, une fois à la retraite, pour encourager les jeunes femmes à poursuivre des carrières dans les sciences. Elle faisait de nombreuses conférences dans les écoles, où elle présentait des expériences concrètes destinées à emporter l'adhésion du public. La directrice générale de l'entreprise DuPont, Ellen Kullman,  dira qu'elle était « une chimiste faisant preuve de créativité et de détermination, et une véritable pionnière pour les femmes dans les sciences ».

### Retraite et honneurs

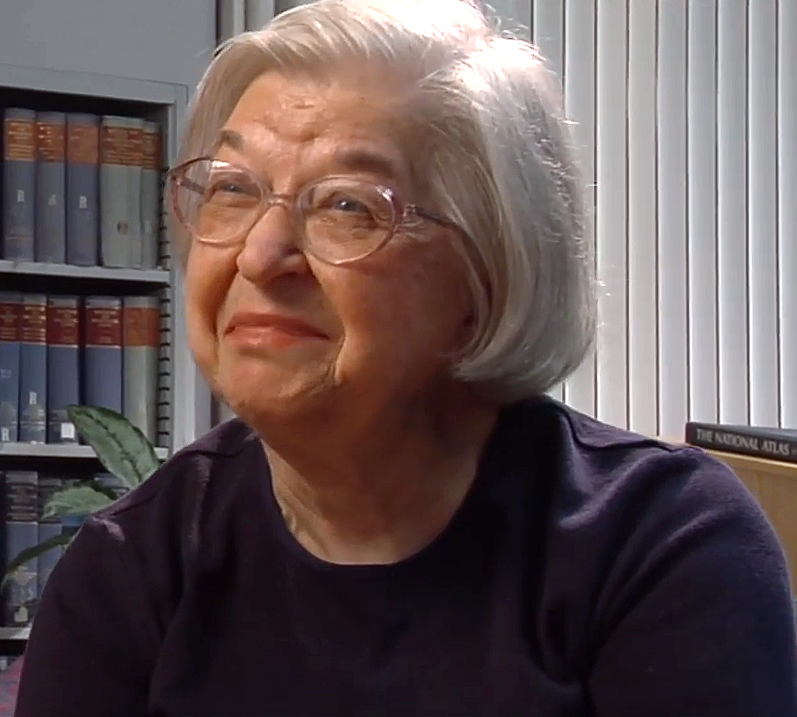
Stephanie Kwolek.

En 1986, Stephanie Kwolek prend sa retraite en tant que chercheuse associée pour DuPont. Néanmoins, elle continue de travailler pour la firme comme consultante, et fait partie du conseil national de la recherche des États-Unis et de l'académie nationale des sciences.
Au cours de ses quarante ans de carrière comme chercheuse, elle a déposé un certain nombre de brevets : dix-sept selon Jin Quinn, vingt-huit d'après Mary Bellis.
En 1995,, elle devient la quatrième femme ajoutée au National Inventors Hall of Fame. En 1996, elle reçoit la National Medal of Technology, et en 2003, elle est ajoutée au National Women's Hall of Fame.
Elle a reçu un prix pour « Invention créative » de l'American Chemical Society en 1980, la médaille Lavoisier de DuPont en 1995 — seule femme à avoir reçu cette distinction, — et la médaille Perkin, toujours de l'ACS, en 1997.
Une rue porte son nom dans la zone d’activités des Girondins au Haillan (33185).

### Mort
Stephanie Kwolek meurt le 18 juin 2014, à l'âge de 90 ans, quelques jours avant ses 91 ans .